# Непонсет (река)
Непонсет (англ. Neponset River) — река на востоке штата Массачусетс.
Истоки реки находятся в Фоксборо около Gillette Stadium, откуда река течёт в северо-восточном направлении, протекая по южным границам Бостона, после впадает в Бостонскую бухту.
В бассейне реки длиной 47 км проживает около 330 тысяч человек, и находится 14 населённых пунктов. Река в настоящее время достаточно чиста, и популярна для рекреационного отдыха среди местных жителей.